# Kalmari Tengerészeti Múzeum
A Kalmari Tengerészeti Múzeum (Kalmar sjöfartsmuseum) Kalmar városának központjában, a Kalmar Megyei Múzeum közelében található a Martina Lundgren asszony által az egyesületre hagyományozott jelentős épületben. 

## Története
A kalmari tengerészeti egyesület 1934-ben jött létre és célul tűzte ki a város tengerészettel kapcsolatos emlékeinek gyűjtését. A múzeumot 1942-ben sikerült megnyitni. 

## Gyűjteményei
A múzeum gyűjteménye a tengerészettel kapcsolatos tárgyakból, hajómodellekből, valamint a tengerészek által távoli, egzotikus vidékekről hazahozott különleges tárgyakból áll, továbbá van egy szakosított könyvtára is. A gyűjtemény adományokból évről évre növekszik. A múzeum igyekszik igazi tengeri atmoszférát teremteni, a hajók jellegzetes kátrányillata lengi be a termeket és hallatszik a tenger zaja is.  
A kiállítás jelentős része a kalmari hajógyártás 20. századi történetével foglalkozik.

## Fordítás
- Ez a szócikk részben vagy egészben a Kalmar sjöfartsmuseum című svéd Wikipédia-szócikk ezen változatának fordításán alapul.  Az eredeti cikk szerkesztőit annak laptörténete sorolja fel. Ez a jelzés csupán a megfogalmazás eredetét és a szerzői jogokat jelzi, nem szolgál a cikkben szereplő információk forrásmegjelöléseként.